# Christian Pross
Christian Pross (* 3. Juli 1948 in Göppingen) ist ein deutscher Arzt, Psychotherapeut und Medizinhistoriker. Seine Arbeitsschwerpunkte liegen in den Bereichen der Medizin im Nationalsozialismus und der Psychotraumatologie.

## Leben und Wirken
Christian Pross wurde am 3. Juli 1948 in Göppingen geboren. Nach Schulbesuch und Abitur 1966 am Taunusgymnasium Königstein/Ts. studierte er von 1968 bis 1974 Humanmedizin an der Universität Heidelberg. Von 1971 bis 1972 war er DAAD-Stipendiat an der Bristol Medical School UK. Von 1976 bis 1983 absolvierte er in Berlin an der Kinderklinik des Rudolf-Virchow-Krankenhauses und am Krankenhaus Moabit eine Ausbildung zum Facharzt für Allgemeinmedizin. 1980 wurde er an der Freien Universität Berlin mit einer Arbeit über Die frühkindliche und perinatale Morbidität nach Entbindungen durch Saugglocke und Zange unter besonderer Berücksichtigung des protrahierten Geburtsverlaufs promoviert.
1983–1984 leitete Christian Pross ein Projekt über die Verfolgung jüdischer Ärzte am Krankenhaus Moabit. Die dabei gewonnenen Erkenntnisse wurden 1984 in einer Ausstellung und in einem Buch dargelegt.
1985 bis 1986 arbeitete er als Stipendiat am Hamburger Institut für Sozialforschung über die deutsche „Wiedergutmachungspolitik“ und über die medizinische Begutachtung von KZ-Überlebenden.
1987 bis 1988 forschte er als Stipendiat der Deutschen Forschungsgemeinschaft am Institute of the History of Medicine der Johns Hopkins University in Baltimore/USA in einem Projekt über die Haltung deutscher Emigrantenärzte zur Medizin im Nationalsozialismus.
Anlässlich des 92. Deutschen Ärztetages in Berlin im Mai 1989 organisierte Christian Pross als Projektleiter die Ausstellung Der Wert des Menschen – Medizin in Deutschland 1918–1945.
1991, nach dem ersten Golfkrieg, wurde er von der Ärztekammer Berlin und vom Senat von Berlin beauftragt, die Hilfsaktion Berliner helfen Kurden zu leiten. Im Rahmen dieser Aktion wurde im Süden der Türkei ein Feldlazarett für irakisch-kurdische Flüchtlinge betrieben. Außerdem wurden fünf Landambulatorien in Nordirak eingerichtet.

### Behandlungszentrum für Folteropfer Berlin (bzfo) – Forschungsprojekte
Die Beschäftigung mit dem Trauma der KZ-Überlebenden und die bei der Hilfsaktion für kurdische Flüchtlinge gemachten Erfahrungen führten 1992 zur Gründung des Behandlungszentrums für Folteropfer Berlin (bzfo), das Christian Pross bis 2003 leitete.
- 2003–2008 Forschungsprojekt: Berufliche Belastungen von Helfern in Traumazentren.[12]
- 2009–2011 Forschungsprojekt: Schauspielerische Verarbeitung des Traumas von Haft und Zersetzung in der SED-Diktatur.[13][14]
- 2011–2012 Forschungsprojekt: Prävention von häuslicher Gewalt in Migrantenfamilien.
- 2012–2016 Forschungsprojekt: Das Sozialistische Patientenkollektiv Heidelberg (SPK) – eine psychiatrie-historische Studie.[15]

### Berufliche Weiterbildung (Auswahl)
- 2000 Abschluss der Ausbildung in tiefenpsychologisch fundierter Psychotherapie am Institut für Psychoanalyse, Psychotherapie und Psychosomatik Berlin (Weiterbildungsinstitut der DPG), Zusatztitel Psychotherapie, Ärztekammer Berlin.

2004/2005 Ausbildung zum Supervisor (DGSv).
- 2006 Habilitation an der Medizinischen Fakultät der Universität Göttingen. Thema der Habilitationsschrift: „Traumatische Spätfolgen von Krieg und Verfolgung - Konsequenzen für ärztliches Handeln.“

2008 Honorarprofessur an der Charité Universitätsmedizin Berlin.

### Ämter und Auszeichnungen
- 1995–2009 Mitglied im Rat und Vorstand des International Rehabilitation Council for Torture Victims (IRCT)[16]
- Januar 2009: Bundesverdienstkreuz für seine Verdienste im Bereich der Psychotraumatologie und der medizinhistorischen Forschung
- 2010–2013 Mitglied im Unterausschuss zur Prävention von Folter der Vereinten Nationen (United Nations Subcomittee on Prevention of Torture)

## Veröffentlichungen (Auswahl)
- Die frühkindliche und perinatale Morbidität nach Entbindungen durch Saugglocke und Zange unter besonderer Berücksichtigung des protrahierten Geburtsverlaufs. Inaugural-Dissertation aus der Frauenklinik und Poliklinik im Klinikum Steglitz der Freien Universität Berlin. Dir. Georg Hörmann, Berlin 1980.
- Zusammen mit Rolf Winau (als Hrsg.): Nicht mißhandeln. Das Krankenhaus Moabit: 1920–1933 Ein Zentrum jüdischer Ärzte in Berlin, 1933–1945 Verfolgung – Widerstand – Zerstörung. Edition Hentrich, Berlin 1984, ISBN 3-926175-20-6
- Zusammen mit Götz Aly: Der Wert des Menschen – Medizin in Deutschland 1918–1945. Edition Hentrich, Berlin 1989, ISBN 3-926175-62-1. (Englische Version: The Value of the Human Being, Medicine in Germany 1918–1945. Hentrich, Berlin 1991)
- Paying for the Past. The Struggle over Reparations for Surviving Victims of the Nazi Terror. The Johns Hopkins University Press, Baltimore 1998.
- The Attitude of German Émigré Doctors Towards Medicine under National Socialism. In: Social History of Medicine. 22, No. 3, 2009, S. 531–552
- Verletzte Helfer – Umgang mit dem Trauma: Risiken und Möglichkeiten sich zu schützen. Klett-Cotta, Stuttgart 2009, ISBN 978-3-608-89090-7.
- Die Sicht deutscher Emigrantenärzte auf die NS-„Rassenhygiene“. In: Deutsches Ärzteblatt. 107, Heft 50, 17. Dezember 2010 (Digitalisat)
- Zusammen mit Lea Hermann. Erinnerung als Rekonstruktion von Wirklichkeit – gruppendynamische Prozesse in der Verarbeitung des Traumas von Haft und Zersetzung in der SED-Diktatur auf der Bühne. In: Zeitschrift für Psychotraumatologie, Psychotherapiewissenschaft und Psychologische Medizin. Teil 1: 11, Heft 4, 2013, S. 79–89; Teil 2: 12, Heft 1, 2014, S. 88–99.
- Wir wollten ins Verderben rennen – die Geschichte des sozialistischen Patientenkollektivs Heidelberg 1970-1971. Unter Mitarbeit von Sonja Schweitzer und Julia Wagner, gefördert durch die Hamburger Stiftung zur Förderung von Wissenschaft und Kultur, Psychiatrie Verlag, Köln 2016, ISBN 978-3-88414-672-9 (Zusammenfassung in Englisch PDF 2,1 MB)
- Vertane Chance zur Aufklärung eines dramatischen Kapitels der Psychiatriegeschichte. Der Dokumentarfilm „SPK-Komplex“. In: Nervenheilkunde 2018; 37: 826–831 (Digitalisat pdf)
- Wiedergutmachung – Der Kleinkrieg gegen die Opfer (Neuauflage). Hrsg. Europäische Verlagsanstalt, Hamburg 2021, ISBN 3863931009